# Phebellia nigripalpis
Phebellia nigripalpis là một loài ruồi trong họ Tachinidae.